# You Can't Get Away with It
You Can't Get Away with It er en amerikansk stumfilm fra 1923 af Rowland V. Lee.

## Medvirkende
- Percy Marmont som Charles Hemingway
- Malcolm McGregor som Henry Adams
- Betty Bouton som Jill Mackie
- Barbara Tennant som Jane Mackie
- Grace Morse som May Mackie
- Clarissa Selwynne som Mrs. Hemingway
- Charles Cruz som Charles Hemingway Jr.